# San Juan Guarita
San Juan Guarita é uma cidade hondurenha do departamento de Lempira.